# Rhopalogaster albidus
Rhopalogaster albidus là một loài ruồi trong họ Asilidae. Rhopalogaster albidus được Scarbrough & Perez-Gelabert miêu tả năm 2006. Loài này phân bố ở vùng Tân nhiệt đới.